# Sutton United F.C.
Sutton United Football Club er en professionel fodboldklub fra Sutton, Sydlondon, England . Holdet spiller i National League, det femte niveau i det engelske fodboldligasystem. Holdets hjemmebane er Gander Green Lane, som har en kapacitet på 5.013 tilskuere.

## Eksterne links
- Officiel hjemmeside
- From the Lane – unofficial club website
- Gandermonium – blog from a group of Sutton United supporters
- Sutton United fans forum page